# Arsen Ałachwerdijew
Arsen Szachłamazowicz Ałachwerdijew (ros. Арсен Шахламазович Алахвердиев; ur. 24 stycznia 1949 w Maragamkiencie) – radziecki zapaśnik walczący w stylu wolnym. Wicemistrz olimpijski z Monachium 1972, w kategorii do 52 kg.
Wicemistrz świata w 1973. Złoty medalista mistrzostw Europy w 1972, 1973 i 1975. Pierwszy w Pucharze Świata w 1973 roku.
Mistrz ZSRR w 1975; drugi w 1974, 1976 i 1977; trzeci w 1971 i 1972 roku. Zakończył karierę w 1977 roku. Pracownik kultury.  Odznaczony medalem „Za pracowniczą wybitność”.